# Robbe Canaerts
Robbe Canaerts is een personage uit de soap Thuis dat gespeeld werd door Axel Daeseleire van 1996 tot 1999.

## Fictieve biografie
Robbe is de beste vriend van Tom De Decker, waarmee hij rechten studeert. Via Tom leert hij Peggy Verbeeck kennen en de twee beginnen een relatie. Robbe helpt Peggy in de zoektocht naar haar vader. Wanneer Peggy hoort dat Frank haar vader is en niet Luc, sluit ze Robbe buiten. Omdat Robbe het onderwerp niet loslaat zorgt Rosa ervoor dat hij Peggy minder kan zien. De relatie tussen Robbe en Peggy is vaak van korte duur, maar ze komen altijd weer bij elkaar. 
In seizoen 2 gaat Robbe in de clinch met Bennie De Taeye, omdat die en Peggy terug gevoelens voor elkaar beginnen te krijgen. Wanneer er brand ontstaat in Hof Ter Smissen en Bennie bijna sterft, is Robbe verdachte nummer één. Later blijkt dat hij onschuldig is.

## Verdwijning
Nadat er weer een meningsverschil is tussen Robbe en Peggy, besluit Robbe definitief te vertrekken.